# Schneidmühle (Königheim)
Schneidmühle, früher auch als Kunstmühle bezeichnet, ist eine ehemalige Mühle sowie ein heutiger Wohnplatz auf der Gemarkung des Königheimer Ortsteils Gissigheim im Main-Tauber-Kreis im Nordosten Baden-Württembergs. An der Schneidmühle befindet sich heute der Bauhof der Gemeinde Königheim.

## Geographie
Der Wohnplatz Schneidmühle befindet sich im Brehmbachtal zwischen Gissigheim im Süden und Königheim im Norden. Der Brehmbachtalradweg führt unmittelbar am Wohnplatz vorbei.

## Geschichte
Auf dem Messtischblatt Nr. 6323 „Tauberbischofsheim“ von 1886 sowie auf dessen aktualisierten Versionen von 1928 und 1944 war vor Ort jeweils eine Kunstmühle verzeichnet. Der aufgegangene Wohnplatz Öl- und Sägmühle befand sich im Bereich des heutigen Wohnplatzes Schneidmühle. Der heutige Wohnplatz kam als Teil der ehemals selbständigen Gemeinde Gissigheim am 1. Januar 1972 zur Gemeinde Königheim.

## Verkehr
Der Wohnplatz Schneidmühle ist über die K 2893 zu erreichen, die in Gissigheim als Schloßstraße und in Königheim als Hardheimer Straße bezeichnet wird.